# Benedikt Schumann
Benedikt Schumann (1992) è un ex giocatore di football americano tedesco che ha giocato come tight end.

## Palmarès
- 1 Europeo (2014)
- 1 EFL Bowl (Frankfurt Universe, 2016)
- 1 Swiss Bowl (Gladiators Beider Basel, 2014)
- 1 Lega B (Gladiators Beider Basel, 2009)